# Accent diacrític
Els accents diacrítics formen una subcategoria dels signes diacrítics, que s'afegeixen a una lletra en l'escriptura de moltes llengües per alterar la pronúncia d'una paraula o per distingir-la entre paraules similars. El mot deriva de la paraula grega διακρητικός (distingint).
Accent diacrític és aquell signe que es posa per a distingir, en la major part de casos, parells de paraules homògrafes que segons les regles d'accentuació no n'haurien de dur.
No es considera accent diacrític en parells de paraules com després (adverbi) i desprès (participi de desprendre), que sí que s'accentuen d'acord amb les regles d'accentuació.

## L'accent diacrític en català segons l'IEC
En català escrit es va establir la primera ordenació sistemàtica de l'accentuació de les paraules amb la reforma de Pompeu Fabra. Durant gairebé cent anys es va consolidar aquest ús, però també va tenir canvis. La primera llista de paraules amb diacrítics feta per Pompeu Fabra es va fer el 1913 i tenia 23 mots. Més d'un segle després els accents diacrítics superaven el centenar i els acadèmics de la llengua van considerar que calia revisar-los. L'Institut d'Estudis Catalans (IEC) va anunciar, l'octubre del 2016, la reducció dels accents diacrítics. La reforma de la normativa va implicar passar de 150 accents diacrítics a 15 i va eliminar-ne alguns de molt utilitzats com dona, neta, adeu i os. El juny del 2021 es va acabar la pròrroga que l'IEC va donar als mitjans de comunicació, l'administració pública i els centres educatius per adaptar-se al canvi. A partir d'aquell moment qualsevol institució o entitat amb vocació de servei públic va haver d'aplicar la modificació.
Després de la reforma ortogràfica promulgada per l'Institut d'Estudis Catalans, les paraules que porten accent diacrític en català són:
| sense accent                                                                                | amb accent                                                         |
| ------------------------------------------------------------------------------------------- | ------------------------------------------------------------------ |
| be: nom de la lletra b; xai, anyell, corder                                                 | bé (plural béns): possessions; adverbi; conjunció                  |
| deu: font; numeral deus: fonts; formes del verb deure                                       | déu (plural déus): divinitat Déu: nom comú de la Divinitat         |
| es: pronom reflexiu                                                                         | és: forma del verb ser                                             |
| ma: (plural mes): forma del femení de l'adjectiu possessiu mon                              | mà (però mans): part final del braç                                |
| mes: dotzena part d'un any; possessiu; però; participi de metre                             | més: quantitatiu                                                   |
| mon (plural mos): possessiu mon (plural mons): nom d'una llengua; relatiu a aquesta llengua | món (però mons): univers                                           |
| pel, pels: contracció de per + el, per + els                                                | pèl (plural pèls): vellositat                                      |
| que: relatiu -sense preposició-, exclamatiu                                                 | què (plural quès): relatiu tònic, interrogatiu; quid d'una qüestió |
| se: pronom reflexiu                                                                         | sé: forma del verb saber                                           |
| si: nota musical; cavitat d'un os; pronom reflexiu; conjunció                               | sí (plural sís): adverbi (afirmació)                               |
| sol, sols: astre; nota; col·loide; sense companyia; verb soler                              | sòl (plural sòls): terra                                           |
| son: acte de dormir; possessiu; unitat física                                               | són: verb ser                                                      |
| te: planta i infusió; nom de la lletra t; pronom                                            | té: verb tenir/tindre                                              |
| us: pronom personal feble                                                                   | ús (però usos): acció d'usar; substantiu                           |
| vos: pronom personal feble                                                                  | vós: pronom personal fort                                          |

Els mots composts i derivats d'aquests, com adeu, adeu-siau, marededeu, rodamon, a contrapel, entresol o subsol, no porten l'accent diacrític.
També mantenen l'accent diacrític els topònims, ateses les dificultats de naturalesa legal que aquest canvi podria ocasionar ().
Viles i altres nuclis de població:
Cóll (Vall de Boí, Alta Ribagorça), Jóc (Conflent), Lés (Vall d'Aran), Móra d'Ebre, Móra la Nova (Ribera d'Ebre).
Topònims menors:
Turó de la Bóta, coster de la Bóta (Olivella), Camp de la Bóta (Sant Adrià de Besòs), Roc del Cóm (Riner, Solsonès), Bony de l'Ós (Lles de Cerdanya, carrer del Cós del Bou (Tarragona), el Cós (Montagut i Oix, Garrotxa), barranc de l'Óssa (la Seu d'Urgell).

## L'accent diacrític en català segons l'AVL
L'Acadèmia Valenciana de la Llengua va incorporar els canvis ortogràfics de la reforma de l'IEC el juny de 2018. El dia 13, l'AVL aprovà la simplificació de l'accentuació diacrítica per a fer-la coincidir amb la de l'Institut. Al cap de pocs dies es varen incorporar els canvis en la versió en línia del Diccionari normatiu valencià.

## Antiga accentuació diacrítica
Les paraules que anteriorment duien accent diacrític són aquestes:
| sense accent                                                                                | amb accent                                                                         |
| ------------------------------------------------------------------------------------------- | ---------------------------------------------------------------------------------- |
| bota: calçat; verb botar                                                                    | bóta (plural bótes): recipient                                                     |
| coc: cuiner; carbó; bacteri                                                                 | cóc (plural cócs) coca                                                             |
| coll: part del cos                                                                          | Cóll: topònim                                                                      |
| com: adverbi                                                                                | cóm (plural cóms): obi o gamella                                                   |
| cop: encontre violent, colp                                                                 | cóp (plural cóps): cerro; mesura de capacitat; gran copa                           |
| cos: conjunt d'un organisme; corporació                                                     | cós (plural cóssos): cursa                                                         |
| deu: font; numeral deus: fonts; formes del verb deure                                       | déu (plural déus): divinitat Déu: nom comú de la Divinitat                         |
| dona, dones: ésser humà de gènere femení; muller                                            | dóna, dónes: formes del verb donar                                                 |
| es: pronom reflexiu                                                                         | és: forma del verb ser/ésser/esser                                                 |
| feu: domini, senyoria; present de fer                                                       | féu: passat de fer                                                                 |
| fora: adverbi                                                                               | fóra: verb ser/ésser/esser                                                         |
| joc, jocs: acció de jugar, entreteniment                                                    | jóc (plural jócs): indret on van a dormir les aus                                  |
| les: article; pronom; adjectiu (antònim de il·lès)                                          | Lés: topònim                                                                       |
| ma: (plural mes): forma del femení de l'adjectiu possessiu mon                              | mà (però mans): part final del braç                                                |
| mes: dotzena part d'un any; possessiu; però; participi de metre                             | més: quantitatiu                                                                   |
| meu: possessiu                                                                              | mèu (plural mèus): miol del gat                                                    |
| molt, molta: quantitatiu                                                                    | mòlt, mòlta (plurals mòlts, mòltes): participi de moldre; acció i efecte de moldre |
| mon (plural mos): possessiu mon (plural mons): nom d'una llengua; relatiu a aquesta llengua | món (però mons): univers                                                           |
| mora: dona magribina o nord-africana.                                                       | móra: (plural móres): fruita Móra: forma part d'alguns topònims                    |
| net (neta, nets, netes): adjectiu                                                           | nét, néta (plurals néts, nétes): parentiu familiar                                 |
| nos: pronom personal feble                                                                  | nós: plural majestàtic                                                             |
| os, ossos: part de l'esquelet ossa, osses: ossada, esquelet                                 | ós, óssa (plurals óssos, ósses): animal                                            |
| pel, pels: contracció de per + el/lo, per + els/los                                         | pèl (plural pèls): vellositat                                                      |
| porca: femella del porc, truja                                                              | pórca (plural pórques): faixa de terra                                             |
| que: relatiu -sense preposició-, exclamatiu                                                 | què (plural quès): relatiu tònic, interrogatiu; quid d'una qüestió.                |
| res: pronom; pl. de re (nota musical)                                                       | rés (però resos): pregària                                                         |
| rossa: dona amb els cabells clars                                                           | ròssa (plural ròsses): animal vell i prim                                          |
| se: pronom reflexiu                                                                         | sé: forma del verb saber                                                           |
| sec: eixut; forma del verb seure                                                            | séc (plural sécs): plec de roba                                                    |
| seu: catedral; pronom possessiu; forma del verb seure                                       | sèu (plural sèus): greix                                                           |
| si: nota musical; cavitat d'un ós; pronom reflexiu; conjunció                               | sí (plural sís): adverbi (afirmació)                                               |
| soc: calçat; tros de fusta; mercat                                                          | sóc: verb ser/ésser/esser                                                          |
| sol, sols: astre; nota; col·loide; sense companyia; verb soler                              | sòl (plural sòls): terra                                                           |
| son: acte de dormir; possessiu; unitat física                                               | són: verb ser/ésser/esser                                                          |
| te: planta i infusió; nom de la lletra t; pronom                                            | té: verb tenir/tindre                                                              |
| tot: adjectiu                                                                               | tòt (plural tòts) boca d'un cànter                                                 |
| us: pronom personal feble                                                                   | ús (plural usos): acció d'usar; substantiu                                         |
| vens, venen: formes del verb vendre                                                         | véns, vénen: formes del verb venir/vindre                                          |
| ves: tros de tela; lletra v en pl.; reducció de veges                                       | vés: verb anar                                                                     |
| veu: so de les cordes vocals; present de veure                                              | véu: passat de veure/vore                                                          |
| vos: pronom personal feble                                                                  | vós: pronom personal fort                                                          |

A més, l'AVL també va introduir un accent mai inclòs per l'IEC:
| sense accent                                                    | amb accent                                        |
| --------------------------------------------------------------- | ------------------------------------------------- |
| tos (nom femení): expectoració. Ex.: Tenia una tos molt lletja. | tòs (però tossos): clatell. Ex.: Va caure de tòs. |

Les paraules compostes formades amb alguna paraula escrita amb accent diacrític mantenien també aquest accent: rodamón, passamà, adéu, besnet, repèl, subsòl... Cal tenir present que els plurals de les paraules mà, món, rés, tòs i ús no portaven accent diacrític: mans, mons, resos, tossos i usos, i, per tant, els derivats d'aquests plurals tampoc: rodamons, passamans...